# 永丰路街道
永丰路街道，是中华人民共和国河北省沧州市任丘市下辖的一个乡镇级行政单位。

## 行政区划
永丰路街道下辖以下地区：
永丰社区、永基花园社区、华油井下社区、华油水电社区、柿庄南村、柿庄中村、柿庄北村、柿庄东村、白鹅坟村、荷花村、郝家铺村、季家铺村、蒋家庄村、永丰村、林家庄村和太平庄村。